# Jerzy Pietkiewicz (biskup)
Jerzy Pietkiewicz lub Pętkiewicz herbu Działosza (zm. w lipcu 1574) – duchowny rzymskokatolicki, kanonik żmudzki i wileński.
Od 14 listopada 1567 biskup żmudzki, sprzyjał rozwojowi protestantyzmu i odrodzeniu się ruchów pogańskich. Jako przedstawiciel Wielkiego Księstwa Litewskiego podpisał akt unii lubelskiej 1569 roku.